# Epinephelus marginatus
La cernia bruna (Epinephelus marginatus (Lowe, 1834)), è un pesce appartenente alla famiglia dei Serranidi.

## Descrizione

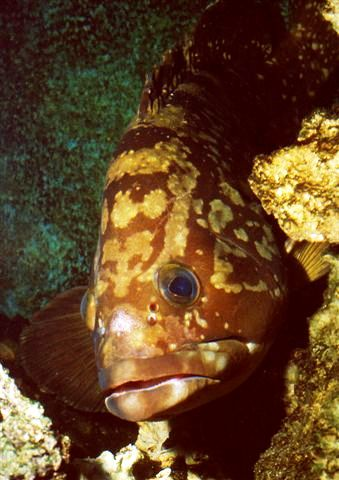

Di grosse dimensioni, fino a 140-150 centimetri per anche 60 chilogrammi di peso. Molto longeva (anche 50 anni con un'età massima stimata di 61 anni). È di colore bruno con macchie più chiare, tendenzialmente più scuro negli esemplari più vecchi; tipiche le macchie chiare attorno l'occhio. Anche le pinne sono di colore bruno scuro, con l'eccezione del margine: negli esemplari giovanili è chiaro, caratteristica che si perde nei maschi adulti.

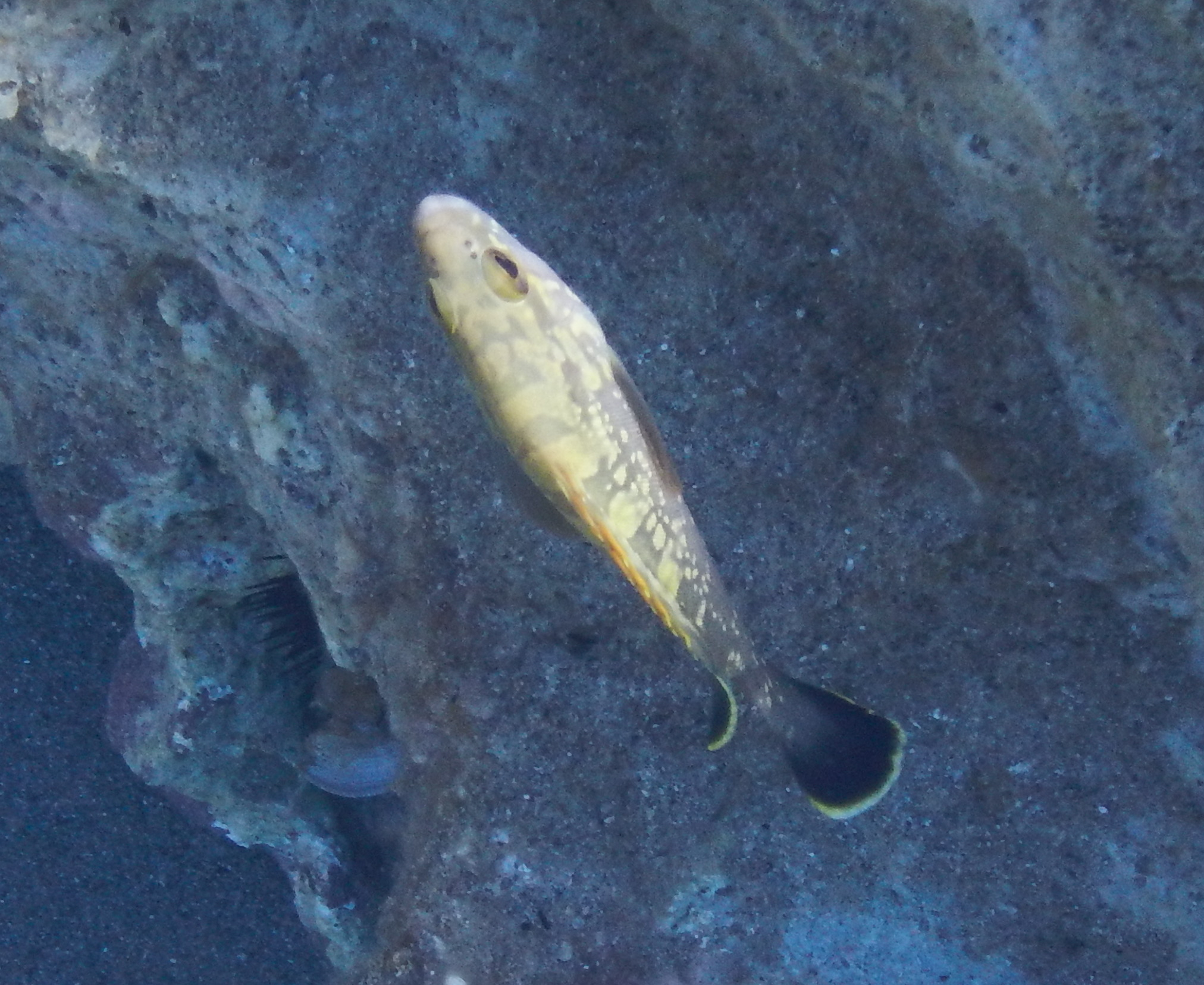
Giovane cernia bruna vista dall'alto; si nota il margine chiaro della pinna caudale

## Biologia

### Abitudini
Solitaria, territoriale, piuttosto schiva, anche se è documentata una certa curiosità dell'animale.

### Riproduzione
Il pesce è un ermafrodita proterogino, che diviene maschio intorno ai dodici anni. Gli esemplari di grandi dimensioni sono pertanto tutti di sesso maschile. La riproduzione avviene durante il periodo estivo.

### Alimentazione
Si nutre principalmente di molluschi, crostacei e di altri pesci.

## Specie affini
Nel Mar Mediterraneo vivono altre specie di Epinephelus oltre alla E. marginatus come E. aeneus, E. costae, E. caninus. E. marginatus si riconosce dalle altre per via del margine della pinna caudale arrotondato in modo convesso, per le strisce chiare laterali sulla testa e per il colore tipicamente marrone, più grigio nelle altre specie. La famiglia delle cernie mediterranee è però completata da altre due specie di cernie di genere differente:Polyprion americanus e Mycteroperca rubra, note rispettivamente come cernia di fondale e cernia rossa.

## Distribuzione e habitat
Vive comunemente nel Mar Mediterraneo ad una profondità variabile tra i 10 e i 50 metri (spingendosi fino ai 200), spesso vicino a fondali rocciosi e ricchi di grotte e fenditure. Gli esemplari più giovani vivono in prossimità della costa. Viene comunque incontrata anche nell'Oceano Atlantico orientale e nell'Oceano Indiano occidentale, nelle isole Britanniche e fino al Mozambico e al Madagascar. Nell'Oceano Atlantico occidentale nel Brasile meridionale e dall'Uruguay all'Argentina.

## Conservazione
La Lista rossa IUCN classifica Epinephelus marginatus come specie vulnerabile.